# 1491 en santé et médecine
| Années de la santé et de la médecine : 1488 - 1489 - 1490 - 1491 - 1492 - 1493 - 1494    |
| Décennies de la santé et de la médecine : 1460 - 1470 - 1480 - 1490 - 1500 - 1510 - 1520 |

Cet article présente les faits marquants de l'année 1491 en santé et médecine.

## Événement
- 17 janvier : les chirurgiens de Paris se plaignent en bonne et due forme à la faculté de médecine de la protection qu'elle accorde aux barbiers et des leçons d'anatomie ou chirurgie que certains de ses membres leur donnent à titre privé[1].

## Publications
- 9 novembre : impression à Naples, chez Azriel ben Joseph de Gunzenhausen, de la traduction hébraïque du Canon d'Avicenne par Nathan de Cento (en) et Joseph Lorki, premier ouvrage scientifique imprimé en hébreu et unique version du Canon dans cette langue[2],[3].
- Première édition à Venise, chez Giovanni et Gregorio De Gregori, de la Florida corona (« Couronne fleurie ») d'Antonio Gazio (hu) (1461-1528[4]).
- Parution du Fasciculus medicinae (en), recueil de traités médicaux compilés en latin par Johann de Ketham (de) (1415-1470), premier livre imprimé qui contienne des planches anatomiques[5].
- Deux médecins allemands, Jérôme Münzer (1437-1508) et Hartmann Schedel (1440-1514), ce dernier, futur auteur des célèbres Chroniques de Nuremberg, font imprimer par Anton Koberger, à Nuremberg, une « chronique universelle[6] ».
- Publication à Paris par Guy Marchand, du Compost et calendrier des bergers, dont la quatrième partie forme un « régime de santé » dans la tradition salernitaine[7].

## Décès
- 24 mars (peu après le) : Jean Guilhelmi l'Ancien (né à une date inconnue), reçu bachelier en médecine à Montpellier, docteur à Avignon et établi dans cette dernière ville, élève de Jean Textoris († 1462), père de Jean Guilhelmi le Jeune et d'Olivier Guilhelmi, tous deux également médecins[8].
- Hermann de Vienne (né à une date inconnue), clerc autorisé à exercer la chirurgie par le pape Nicolas V, chirurgien du roi René, puis de Charles VII[9].
- Jean Martin (né à une date inconnue), doyen de l'université de médecine de Montpellier, administrateur du collège des Douze-Médecins, Premier médecin du roi Charles VIII[10].
- Hiver 1491-1492 : Barthélemy Metlinger (de) (né à une date inconnue), médecin allemand, reçu docteur à Bologne, praticien à Augsbourg, surtout connu pour son Kinderbüchlein (« Petit Livre des enfants ») paru en 1473, premier traité de pédiatrie publié en allemand[11].